# Evangelisch-Lutherische Kirche Finnlands

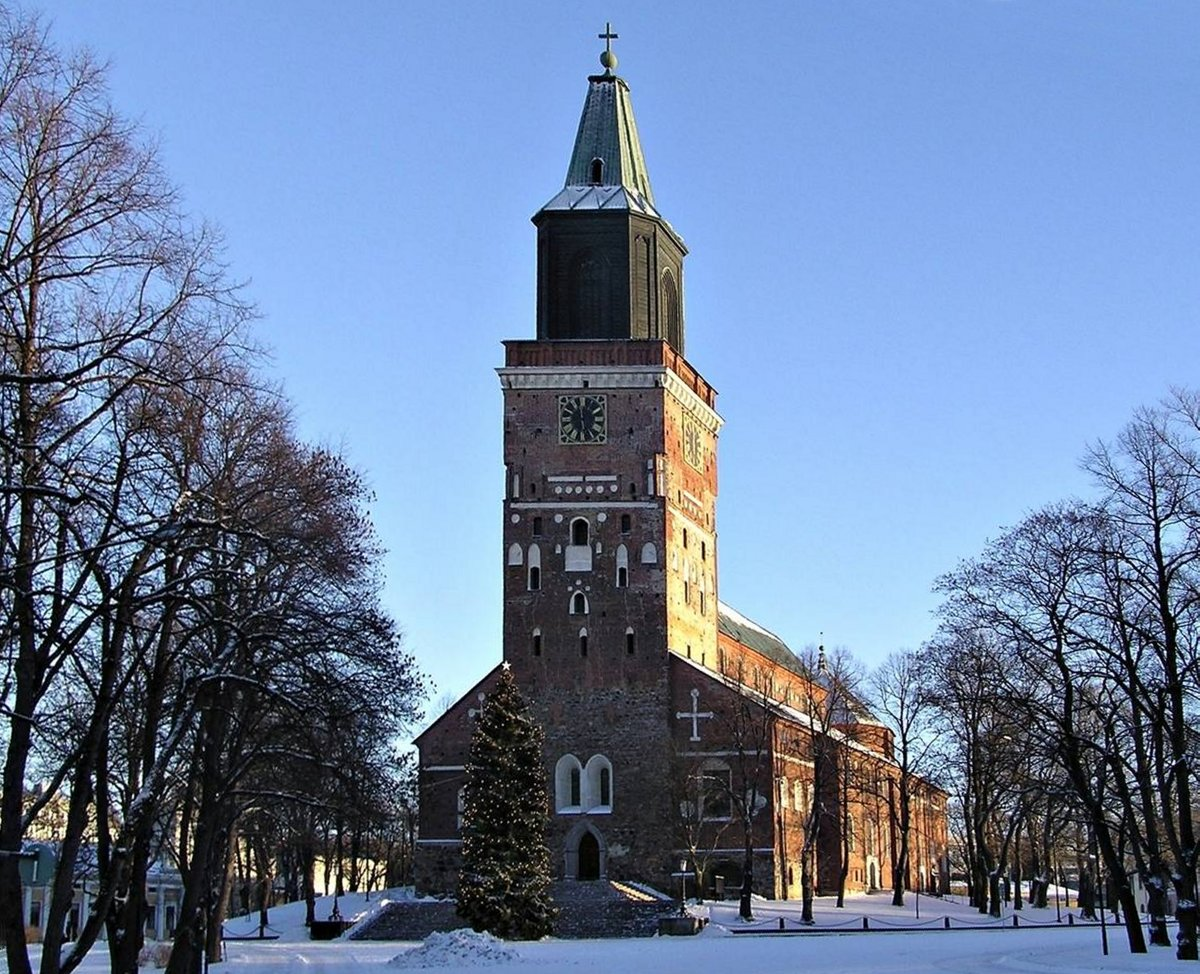
Der Dom von Turku, die älteste Kirche Finnlands, ist Sitz eines Erzbischofs und das geistige Zentrum der Evangelisch-Lutherischen Kirche Finnlands.

Die Evangelisch-Lutherische Kirche Finnlands (finnisch Suomen evankelis-luterilainen kirkko, schwedisch Evangelisk-lutherska kyrkan i Finland) ist neben der Orthodoxen Kirche Finnlands eine von zwei Volkskirchen Finnlands. Ihr gehören 65,2 % der Bevölkerung des Landes an (Stand 31. Dezember 2022).

## Geschichte
Als Geburtsstunde der finnischen Kirche gilt die Ankunft des heiligen Heinrich von Uppsala in Finnland während des Kreuzzugs von König Erik IX. nach Finnland. Die Datierung dieses Ereignisses ist ebenso wie ihre historische Einordnung höchst unsicher, wird von der Kirche aber auf das Jahr 1155 angesetzt. Der Bischofssitz befand sich ursprünglich in Nousiainen, wurde 1229 nach Koroinen und später nach Turku verlegt. Das Domkapitel von Turku besteht seit 1276. Als der schwedische Reichstag 1527 die Reformation bestätigte, wurde das römisch-katholische durch das evangelisch-lutherische Bekenntnis ersetzt.
Die Kirche in Finnland war ein Teil der Schwedischen Kirche, bis Finnland 1809 als autonomes Großfürstentum unter russische Herrschaft geriet. Zar Alexander I. bestätigte auf dem Reichstag von Porvoo die Stellung der evangelisch-lutherischen Kirche. 1817 wurde der Bischof von Turku in den Rang eines Erzbischofs erhoben. Anfang des 19. Jahrhunderts verbreiteten sich verschiedene Erweckungsbewegungen, wie der Laestadianismus, in Finnland. Die Kirche lehnte diese Bewegungen zunächst ab, setzte aber 1869 das Konventplakat, das die Veranstaltungen der Erweckungsbewegungen verboten hatte, außer Kraft und integrierte die Erweckungsbewegungen in den Gemeinden. Nach der finnischen Unabhängigkeit wurde 1923 die Religionsfreiheit in der finnischen Verfassung verankert. Nun war es möglich, die evangelisch-lutherische Kirche zu verlassen, ohne einer anderen Kirche beizutreten.

## Gesellschaftliche Bedeutung

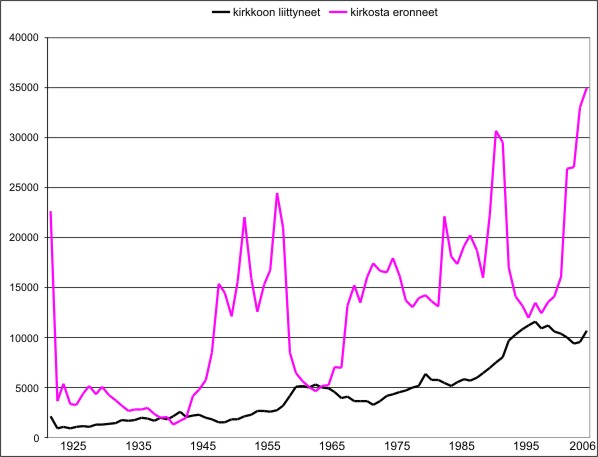
Zahl der Kirchenaustritte (violett) und -eintritte (schwarz). Nicht berücksichtigt sind Kindstaufen und Todesfälle.

Am Ende des Jahres 2022 hatte die evangelisch-lutherische Kirche 3.625.007 Mitglieder. Von den konfessionell gebundenen Finnen gehören über 96 % der evangelisch-lutherischen Kirche an. Die absolute Zahl der Kirchenangehörigen ist allerdings seit Jahren rückläufig, insbesondere seit ein Gesetz im Jahre 2003 den Kirchenaustritt erleichterte. Mittlerweile (Ende 2022) sind 32,0 % der Bevölkerung konfessionslos. Auch die Anzahl der Gottesdienstbesucher nimmt ab. Nur 2 % der Kirchenmitglieder besuchen wöchentlich eine Kirche, rund 10 % einmal monatlich. Die meisten Gläubigen besuchen Gottesdienste nur an hohen Feiertagen wie Weihnachten, Ostern oder zu familiären Anlässen wie Taufen, Hochzeiten und Bestattungen. Dennoch genießt die Kirche hohes Ansehen in der Bevölkerung und stellt insbesondere in ländlichen Gebieten ein wichtiges soziales Netzwerk dar.
In manchen ländlichen Gegenden dominieren Erweckungsbewegungen das Gemeindeleben. In Nordfinnland ist der Laestadianismus weit verbreitet; insgesamt hat er in Finnland rund 120.000 Anhänger. Vor allem in Teilen Savos und Österbottens sind pietistische Gruppen stark vertreten.

## Organisation und Struktur
Die heutige Organisation ist in neun Bistümer aufgeteilt, von denen das 1276 gegründete Erzbistum Turku das älteste und heute noch höchstrangige ist. Der Erzbischof von Turku ist das Oberhaupt der Evangelisch-Lutherischen Kirche Finnlands. Das Bistum Borgå hat heute als besondere Aufgabe die Betreuung aller schwedischsprachigen Gläubigen in Finnland.
Bistümer nach Gründungsjahr:
| Bistum          | Gründungsjahr | Sitz                   | Dom                  | Bischof                                                    |
| --------------- | ------------- | ---------------------- | -------------------- | ---------------------------------------------------------- |
| Erzbistum Turku | 1276          | Turku                  | Dom von Turku        | Erzbischof Tapio Luoma 2018– Bischöfin Mari Leppänen 2021– |
| Bistum Tampere  | 1554          | Tampere (seit 1923)    | Dom von Tampere      | Bischof Matti Repo 2008–                                   |
| Bistum Tampere  | 1554          | Porvoo (1723–1923)     | Dom von Porvoo       | Bischof Matti Repo 2008–                                   |
| Bistum Tampere  | 1554          | Viipuri (1554–1723)    | Alter Dom von Wyborg | Bischof Matti Repo 2008–                                   |
| Bistum Oulu     | 1851          | Oulu (seit 1900)       | Dom von Oulu         | Bischof Jukka Keskitalo 2018–                              |
| Bistum Oulu     | 1851          | Kuopio (1851–1900)     | Dom von Kuopio       | Bischof Jukka Keskitalo 2018–                              |
| Bistum Mikkeli  | 1879          | Mikkeli (seit 1945)    | Dom von Mikkeli      | Bischöfin Mari Parkkinen 2023–                             |
| Bistum Mikkeli  | 1879          | Viipuri (1924–1945)    | Dom von Wyborg       | Bischöfin Mari Parkkinen 2023–                             |
| Bistum Mikkeli  | 1879          | Savonlinna (1879–1924) | Dom von Savonlinna   | Bischöfin Mari Parkkinen 2023–                             |
| Bistum Borgå    | 1923          | Porvoo (schwed. Borgå) | Dom von Porvoo       | Bischof Bo-Göran Åstrand 2019–                             |
| Bistum Kuopio   | 1939          | Kuopio                 | Dom von Kuopio       | Bischof Jari Jolkkonen 2012–                               |
| Bistum Lapua    | 1959          | Lapua                  | Dom von Lapua        | Bischof Matti Salomäki 2022–                               |
| Bistum Helsinki | 1959          | Helsinki               | Dom von Helsinki     | Bischof Teemu Laajasalo 2017–                              |
| Bistum Espoo    | 2004          | Espoo                  | Dom von Espoo        | Bischöfin Kaisamari Hintikka 2019–                         |

Die Evangelisch-Lutherische Kirche Finnlands ist Mitglied im Lutherischen Weltbund, im Ökumenischen Rat der Kirchen (ÖRK) und der Konferenz Europäischer Kirchen (KEK). Sie gehört außerdem der Porvoo-Gemeinschaft an und hat mit deren anderen Mitgliedern volle Kirchengemeinschaft vereinbart.
Sitz ist Helsinki.